# Anton Münchenberg
Anton Münchenberg, född 1 juli 1680 i Hedvigs församling, Norrköping, död 26 september 1743 i Vreta Kloster, var en svensk präst.

## Biografi
Münchenberg föddes 1 juli 1680 i Hedvigs församling, Norrköping. Han var son till bagaren Christopher Münchenberg och Catharina Kalckberner. Münchenberg studerade i Norrköping och Linköping. Han blev 12 oktober 1698 student vid Uppsala universitet. Münchenberg blev student vid Lunds universitet 1706. Han blev filosofie magister där 1708. År 1709 blev han kollega i Norrköping. Münchenberg prästvigdes 28 september 1710. Samma år blev han komminister i Norrköpings landsförsamling. År 1719 blev han kyrkoherde i Borgs församling. Münchenberg blev 1735 kyrkoherde i Vreta Klosters församling och kontraktsprost i Gullbergs och Bobergs kontrakt. Münchenberg avled 26 september 1743 i Vreta Kloster. Han begravdes i kyrkan.

### Familj
Münchenberg gifte sig första gången 5 september 1709 med Christina Norling (1690-1710). Hon var dotter till handlanden Carl Hansson Norling och Brita Pedersdotter Frost i Norrköping.
Münchenberg gifte sig andra gången 11 juni 1711 med Christina Älf (1695-1781). Hon var dotter till kyrkoherden Samuel Älf i Kvillinge. De fick tillsammans barnen Brita Catharina, Christina, Samuel (1718-1762), Anton (1719-1786), Eric (1725-1741), Charlotta och Maria (1731-1823).